# عبد الرحمن القصاب
عبد الرحمن عبد الله القصاب (؟؟؟؟ - 30 نوفمبر 2007)، لاعب كرة قدم ومدرب سعودي راحل، اشتهر بلقب شمروخ.

## نبذة
بدأ النجم الراحل حياته الرياضية مع فريقه الشاطئ بالقطيف (نادي الترجي (السعودية) حالياً) في النصف الأول من الثمانينيات الهجرية شبلاً تجلت موهبته بصورة مبكرة في حياته الرياضية فمثل فريقه سنوات قليلة ثم انتقل للمنطقة الوسطى وتحديداً في موسم (1391/90 ه) لمواصلة دراسته بمعهد التربية الرياضية بالرياض وتبعاً لذلك نجح نادي الهلال السعودي في كسب صفقة كانت تعد الأبرز والأشهر في تاريخ الهلال بالمنطقة الشرقية.. وانضم للهلال عن طريق رمزه الكبير الأمير هذلول بن عبد العزيز ومؤسسة الشيخ عبد الرحمن بن سعيد بجانب رئيسه السابق الشيخ فيصل الشهيل.. وجاء انضمامه للفريق الأرزق في وقت شهد فيه النادي الهلالي مرحلة عصيبة تمثلت في غيابه عن منصات التتويج لكن النجم الراحل (شمروخ) كان انضمامه للهلال فأل خير باعتبار انه نجح في إعادة هلال الثمانينيات إلى ساحة البطولات مع نجوم هلال التسعينات وبقية الأسماء الذهبية: إبراهيم اليوسف، بشير الغول، غازي سعيد، ناجي عبد المطلوب، عبد الله العمار، سلطان النصيب، سمير سلطان، فهد العبد الواحد، العمدة بداح القحطاني، مرزوق سعيد.

### محطات من حياته
- بدايته الرياضية مع الحواري في مدينة القطيف ثم بأشبال نادي الشاطي نادي الترجي (السعودية) حاليا عام 1380 هـ.
- صعد إلى عالم النجومية في المملكة بالتحاقه في صفوف نادي الهلال بالرياض كلاعب مميز بخط الوسط في كرة القدم عام 1390 هـ.
- أصبح كابتن لنادي الهلال
- اختير كنجم لمنتخب المملكة عام 1393 هـ.
- استمر عطاءه في نادي الهلال من الفترة ما بين 1390 _ 1398 هـ حيث حقق فريقه آنذاك (كأس الملك بطولة جمعية البر الخيرية بمنطقة الرياض بطولة الدوري الممتاز سنة 1397 هـ كأس ولي العهد للمركز الثاني سنة 1398 هـ).
- لعب في منتخب المنطقة الشرقية كنجم وسط.
- عمل كمدرب في نادي الترجي (السعودية) عام 1400 هـ

## مرضه ووفاته
وفي العقد الأخير عانى النجم الراحل من مرض باركنسون المسمى بالرعاش وتنقل خلالها بين عدد من الدول الأوروبية والعربية بحثاً عن العلاج وكان انموذجاً للصبر والاحتساب وهو يعاني من تبعات المرض. وتدهورت حالته الصحية وتردت بصورة مؤلمة إلى توفي يوم الثلاثاء 30 نوفمبر 2007.